# Đậu triều

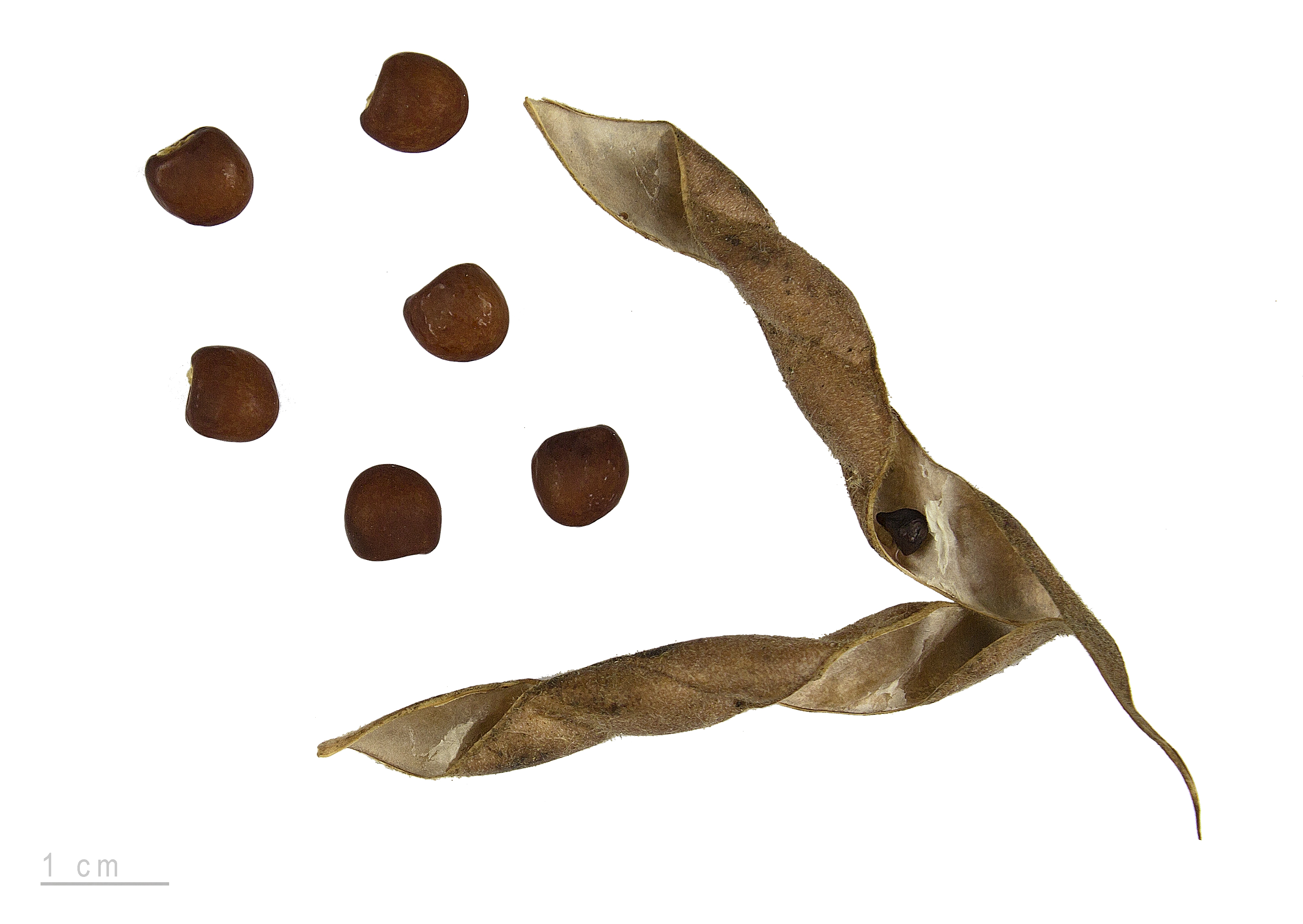
Cajanus cajan

Đậu triều hay đậu săng, đậu cọc rào (danh pháp khoa học: Cajanus cajan) là một loài thực vật có hoa trong họ Đậu (Fabaceae), dạng bán thân gỗ, thuộc nhóm cây lâu năm nhưng hầu hết được trồng hàng năm để thu quả; thân khoẻ, hoá gỗ cao tới 4m, nhánh đâm tự do, hệ rễ ăn sâu và rộng, rễ cái ăn sâu tới khoảng 2m. Lá mọc xen, lá kép có 3 lá chét nhỏ. Hoa có nhiều màu sắc khác nhau. Quả có từ 2 - 9 hạt nhỏ hình trứng với đường kính hạt khoảng 8mm.
Đậu triều là cây trồng dễ tính, có thể sống được ở mọi loại đất có pH dao động từ 4,5-8,4. Ở những vùng khô hạn với lượng mưa hàng năm thấp hơn 650mm, đậu triều vẫn cho năng suất hạt rất cao vì cây chín sớm và tỉ lệ nhiễm sâu bệnh hại thấp. Đậu triều có thể mẫn cảm với quang chu kỳ, không chịu được úng và sương giá. Cây sinh trưởng ở nhiệt độ 10°C- 35°C nhưng thích hợp nhất là 18°C - 29° C.
Loài này được (L.) Millsp. miêu tả khoa học đầu tiên.

## Nguồn gốc và phân bố

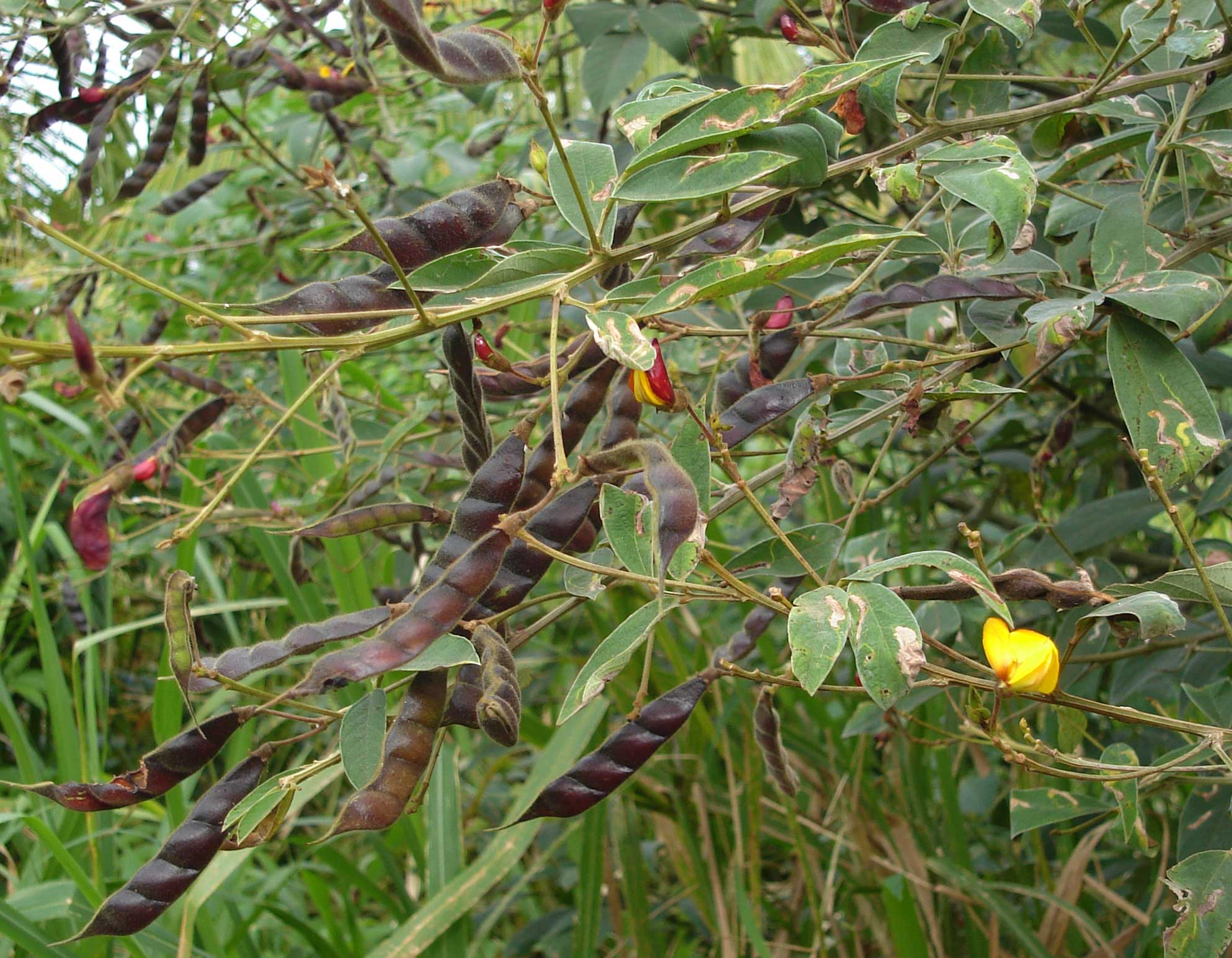
Đậu triều là 1 cây lâu năm có thể phát triển thành một cây gỗ nhỏ.

## Hình ảnh

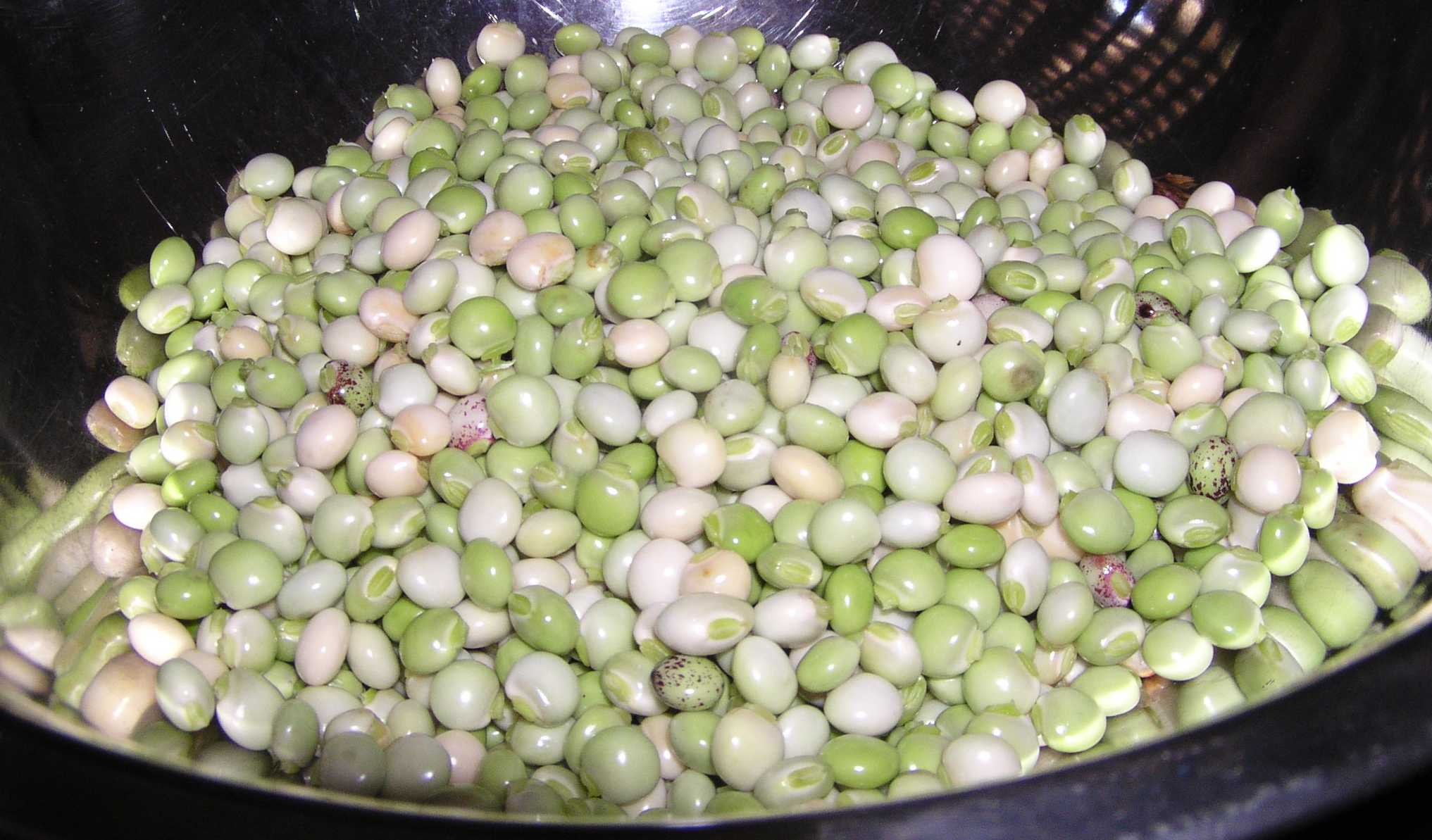
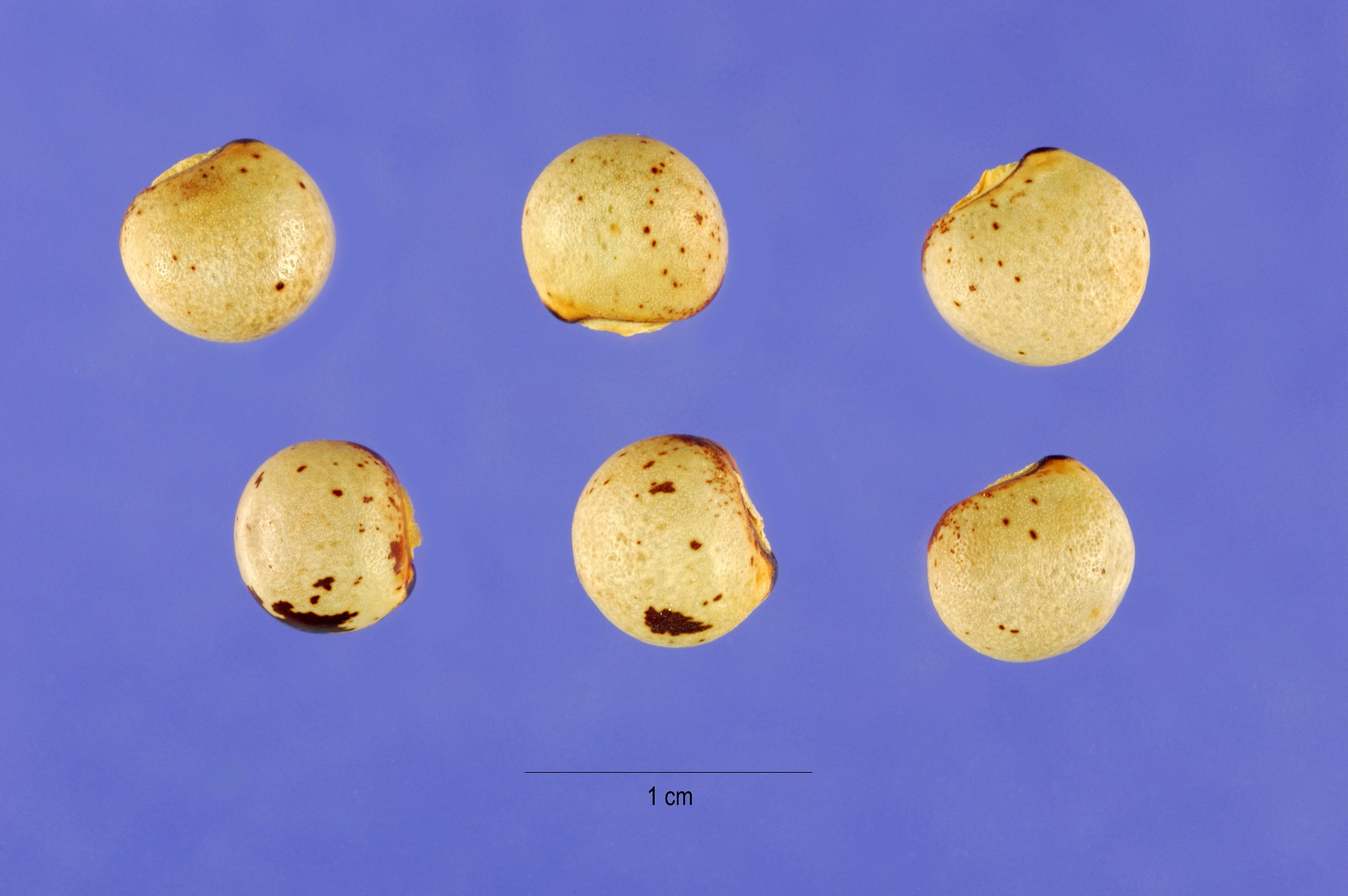
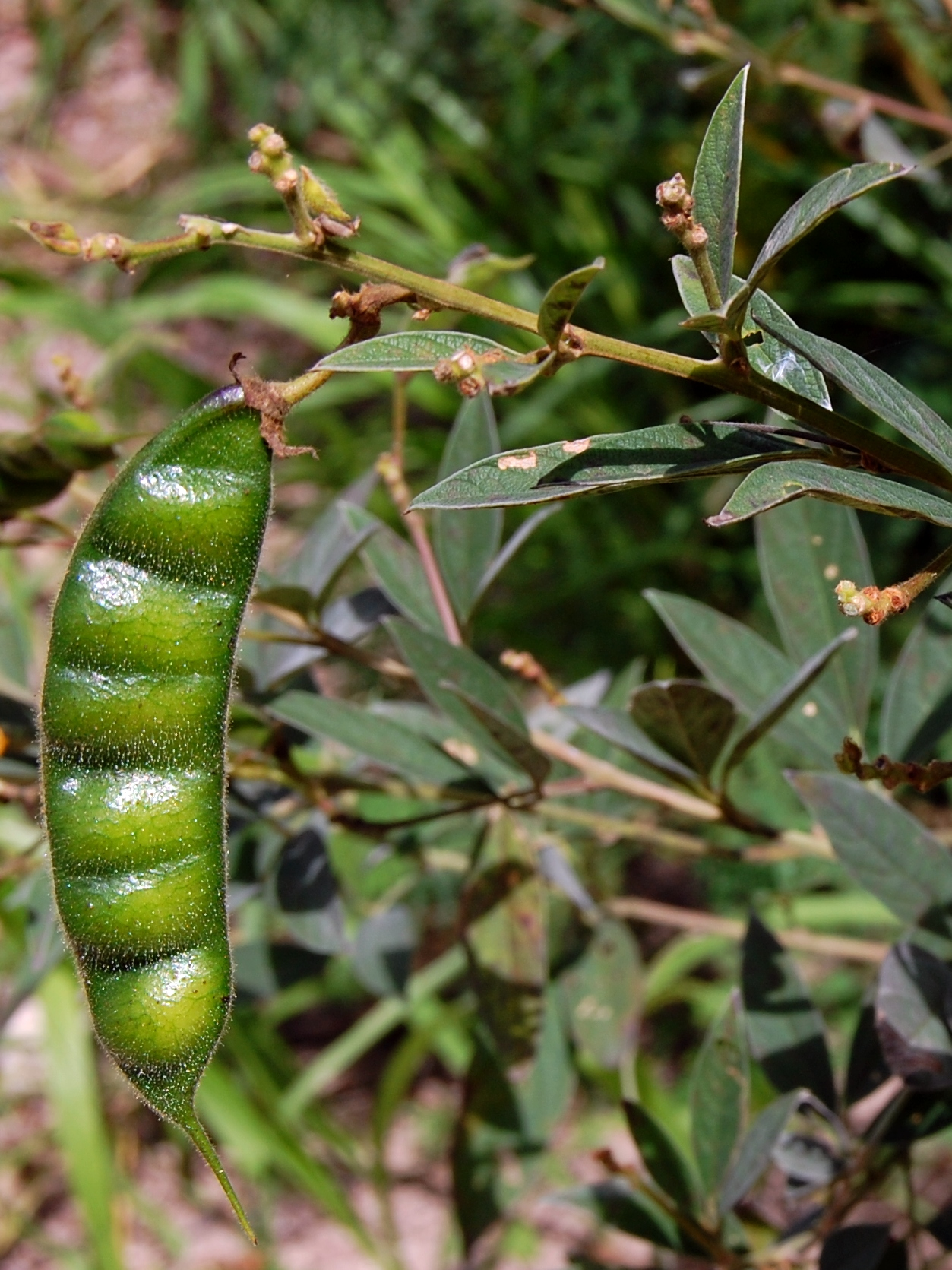
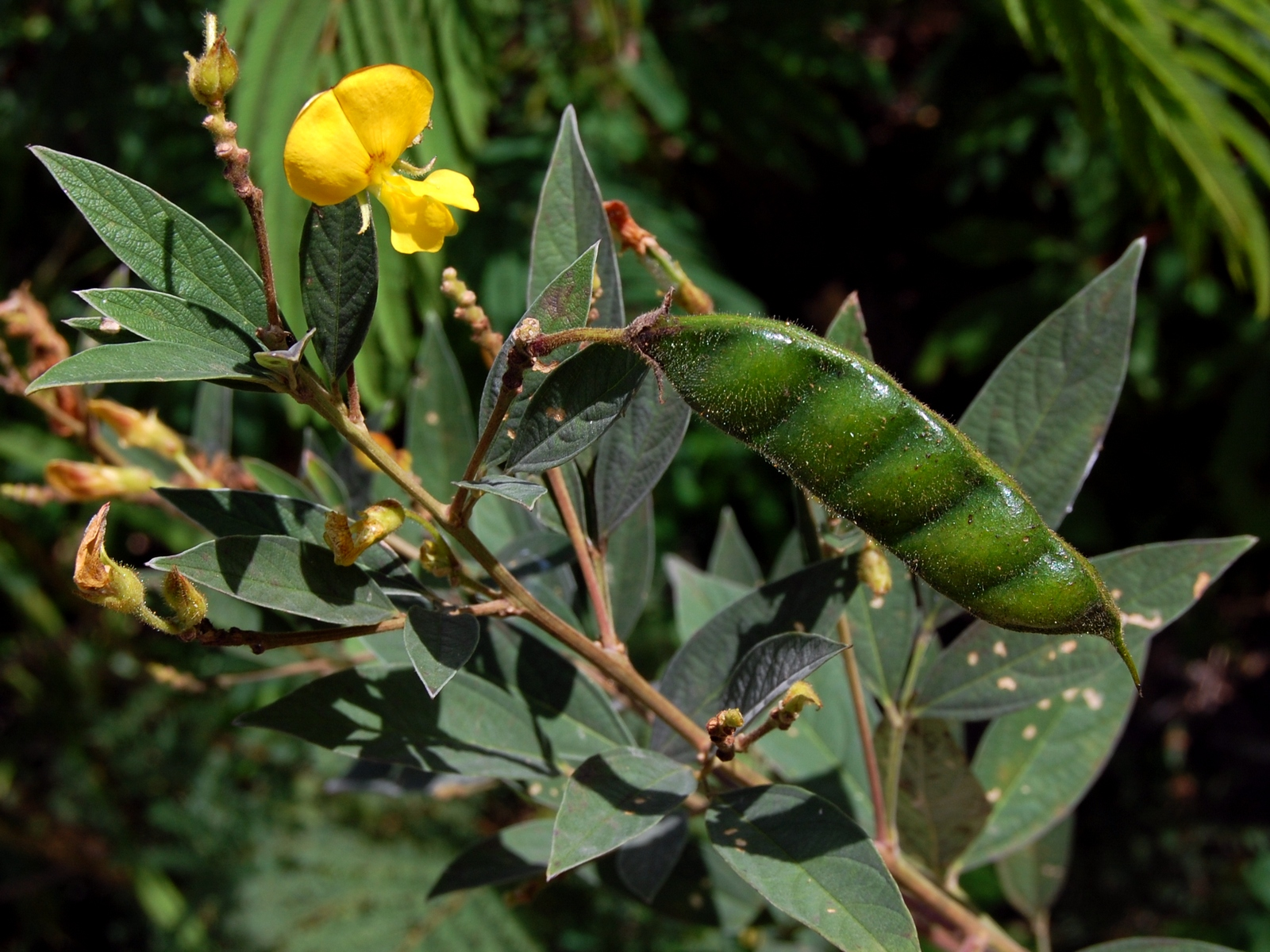